# Лауреати Державної премії України в галузі науки і техніки (1993)
Державна премія України в галузі науки і техніки — лауреати 1993 року.
На підставі подання Комітету з Державних премій України в галузі науки і техніки Президент України Леонід Кравчук видав Указ № 617/93 від 31 грудня 1993 року «Про присудження Державних премій України в галузі науки і техніки 1993 року».
На 1993 рік розмір Державної премії України в галузі науки і техніки склав 10 мільйонів карбованців кожна.

## Лауреати Державної премії України в галузі науки і техніки 1993 року
| Премійована робота | Лауреати                              | Коротко про лауреата |
| --- | ------------------------------------- | --- |
| За підручник «Ядерная физика» /4-те вид. — Харків: Основа, 1991/ | Вальтер Антон Карлович                | академік Академії наук України /посмертно/ |
| За підручник «Ядерная физика» /4-те вид. — Харків: Основа, 1991/ | Залюбовський Ілля Іванович            | член-кореспондент Академії наук України, проректор Харківського державного університету                                                             |
| За розроблення конструкції, технології виготовлення та освоєння серійного виробництва пасажирських тролейбусів великої місткості серії ПМЗ-Т                                               | Крат Віктор Ілліч                     | начальник управління Державного комітету України по житлово-комунальному господарству                                                               |
| За розроблення конструкції, технології виготовлення та освоєння серійного виробництва пасажирських тролейбусів великої місткості серії ПМЗ-Т                                               | Кожушкін Едуард Олексійович           | начальник відділу конструкторського бюро «Південне» імені М. К. Янгеля                                                                              |
| За розроблення конструкції, технології виготовлення та освоєння серійного виробництва пасажирських тролейбусів великої місткості серії ПМЗ-Т                                               | Анкудінов Ігор Миколайович            | заступник головного конструктора конструкторського бюро «Південне» імені М. К. Янгеля                                                               |
| За розроблення конструкції, технології виготовлення та освоєння серійного виробництва пасажирських тролейбусів великої місткості серії ПМЗ-Т                                               | Легкошерст Євген Антонович            | начальник цеху виробничого об'єднання «Південний машинобудівний завод»                                                                              |
| За розроблення конструкції, технології виготовлення та освоєння серійного виробництва пасажирських тролейбусів великої місткості серії ПМЗ-Т                                               | Янковський Микола Миколайович         | начальник виробництва виробничого об'єднання «Південний машинобудівний завод»                                                                       |
| За розроблення конструкції, технології виготовлення та освоєння серійного виробництва пасажирських тролейбусів великої місткості серії ПМЗ-Т                                               | Хмелевський Сергій Вікторович         | начальник виробництва виробничого об'єднання «Південний машинобудівний завод»                                                                       |
| За розроблення конструкції, технології виготовлення та освоєння серійного виробництва пасажирських тролейбусів великої місткості серії ПМЗ-Т                                               | Кучма Леонід Данилович                | кандидат технічних наук, колишній генеральний директор виробничого об'єднання «Південний машинобудівний завод»                                      |
| За розроблення конструкції, технології виготовлення та освоєння серійного виробництва пасажирських тролейбусів великої місткості серії ПМЗ-Т                                               | Олексієв Юрій Сергійович              | генеральний директор виробничого об'єднання «Південний машинобудівний завод»                                                                        |
| За цикл праць «Термодинамічні та термокінетичні основи будівельного матеріалознавства» | Матвєєв Герман Михайлович             | доктор хімічних наук, завідувач відділу Науково-дослідного Інституту науково-технічної інформації та економіки промисловості будівельних матеріалів |
| За цикл праць «Термодинамічні та термокінетичні основи будівельного матеріалознавства» | Москаленко Борис Миколайович          | головний енергетик проектно-промислового будівельного об'єднання «Харківський домобудівний комбінат № І»                                            |
| За цикл праць «Термодинамічні та термокінетичні основи будівельного матеріалознавства» | Ільїн Володимир Олександрович         | кандидат технічних наук, генеральний директор проектно-промислового будівельного об'єднання «Харківський домобудівний комбінат № І»                 |
| За цикл праць «Термодинамічні та термокінетичні основи будівельного матеріалознавства» | Урженко Анатолій Михайлович           | старший науковий співробітник Харківського інженерно-будівельного інституту                                                                         |
| За цикл праць «Термодинамічні та термокінетичні основи будівельного матеріалознавства» | Ушеров-Маршак Олександр Володимирович | доктор технічних наук, професор Харківського інженерно-будівельного інституту                                                                       |
| За цикл праць «Термодинамічні та термокінетичні основи будівельного матеріалознавства» | Бабушкін Володимир Іванович           | доктор технічних наук, завідувач кафедри Харківського інженерно-будівельного інституту                                                              |
| За цикл праць «Термодинамічні та термокінетичні основи будівельного матеріалознавства» | Мчедлов-Петросян Отар Петрович        | член-кореспондент Академії наук Грузії, професор Харківського інженерно-будівельного інституту                                                      |
| За цикл праць з наукового обґрунтування, розроблення та впровадження способів охорони в зонах розвантаження підготовчих виробок глибоких шахт Донбасу                                      | Зборщик Михайло Павлович              | доктор технічних наук, проректор Донецького політехнічного інституту                                                                                |
| За цикл праць з наукового обґрунтування, розроблення та впровадження способів охорони в зонах розвантаження підготовчих виробок глибоких шахт Донбасу                                      | Назимко Віктор Вікторович             | доктор технічних наук, професор Донецького політехнічного інституту                                                                                 |
| За конструкцію доменних печей із великогабаритних охолоджувальних модулів | Рабіновіч Григорій Борисович          | головний доменщик Міністерства промисловості України                                                                                                |
| За конструкцію доменних печей із великогабаритних охолоджувальних модулів | Деменков Дмитро Якович                | начальник Маріупольського спеціалізованого управління № 2 тресту «Донбасдомнаремонт»                                                                |
| За конструкцію доменних печей із великогабаритних охолоджувальних модулів | Грицюк Лев Дмитрович                  | кандидат технічних наук, директор науково-виробничої фірми «Стимул»                                                                                 |
| За конструкцію доменних печей із великогабаритних охолоджувальних модулів | Чеченєв Володимир Андрійович          | кандидат технічних наук, головний інженер спеціалізованого тресту з ремонту металургійних печей та устаткування «Дніпродомнаремонт»                 |
| За конструкцію доменних печей із великогабаритних охолоджувальних модулів | Богодика Віктор Петрович              | помічник начальника цеху орендного підприємства «Маріупольський металургійний комбінат імені Ілліча»                                                |
| За конструкцію доменних печей із великогабаритних охолоджувальних модулів | Пефтієв Ігор Михайлович               | заступник начальника відділу орендного підприємства «Маріупольським металургійний комбінат імені Ілліча»                                            |
| За конструкцію доменних печей із великогабаритних охолоджувальних модулів | Царицин Євген Олександрович           | головний Інженер орендного підприємства «Маріупольський металургійний комбінат імені Ілліча»                                                        |
| За конструкцію доменних печей із великогабаритних охолоджувальних модулів | Пліскановський Станіслав Тихонович    | доктор технічних наук, професор Державної металургійної академії України                                                                            |
| За цикл праць «Комплексні дослідження фізичних властивостей карбіду кремнію і розробка на його основі напівпровідникових приладів, що працюють в екстремальних умовах»                     | Губанов Віктор Олександрович          | кандидат фізико-математичних наук, доцент Київського університету Імені Тараса Шевченка                                                             |
| За цикл праць «Комплексні дослідження фізичних властивостей карбіду кремнію і розробка на його основі напівпровідникових приладів, що працюють в екстремальних умовах»                     | Крохмаль Анатолій Павлович            | кандидат фізико-математичних наук, завідувач лабораторії Київського університету імені Тараса Шевченка                                              |
| За цикл праць «Комплексні дослідження фізичних властивостей карбіду кремнію і розробка на його основі напівпровідникових приладів, що працюють в екстремальних умовах»                     | Таращенко Дмитро Трохимович           | кандидат фізико-математичних наук, старший науковий співробітник Інституту фізики АН України                                                        |
| За цикл праць «Комплексні дослідження фізичних властивостей карбіду кремнію і розробка на його основі напівпровідникових приладів, що працюють в екстремальних умовах»                     | Власкіна Світлана Іванівна            | кандидат технічних наук, старший науковий співробітник Інституту фізики напівпровідників АН України                                                 |
| За цикл праць «Комплексні дослідження фізичних властивостей карбіду кремнію і розробка на його основі напівпровідникових приладів, що працюють в екстремальних умовах»                     | Сергеєв Олег Тимофійович              | кандидат технічних наук, завідувач відділу Інституту фізики напівпровідників АН України                                                             |
| За цикл праць «Комплексні дослідження фізичних властивостей карбіду кремнію і розробка на його основі напівпровідникових приладів, що працюють в екстремальних умовах»                     | Бережинський Леонід Йосипович         | кандидат фізико-математичних наук, старший науковий співробітник Інституту фізики напівпровідників АН України                                       |
| За цикл праць «Комплексні дослідження фізичних властивостей карбіду кремнію і розробка на його основі напівпровідникових приладів, що працюють в екстремальних умовах»                     | Венгер Євген Федорович                | доктор фізико-математичних наук, заступник директора Інституту фізики напівпровідників АН України                                                   |
| За цикл праць «Комплексні дослідження фізичних властивостей карбіду кремнію і розробка на його основі напівпровідникових приладів, що працюють в екстремальних умовах»                     | Валах Михайло Якович                  | доктор фізико-математичних наук, заступник директора Інституту фізики напівпровідників АН України                                                   |
| За розроблення та впровадження комплексу технологічних процесів виробництва високоресурсних трубопровідних систем у машинобудуванні                                                        | Салахетдінов Зякерія Хасянович        | старший науковий співробітник Науково-дослідного Інституту авіаційної технології та організації виробництва                                         |
| За розроблення та впровадження комплексу технологічних процесів виробництва високоресурсних трубопровідних систем у машинобудуванні                                                        | Заєць Віктор Іванович                 | головний технолог Харківського авіаційного виробничого об'єднання                                                                                   |
| За розроблення та впровадження комплексу технологічних процесів виробництва високоресурсних трубопровідних систем у машинобудуванні                                                        | Садовий Мирослав Степанович           | начальник технологічного бюро Київського авіаційного виробничого об'єднання                                                                         |
| За розроблення та впровадження комплексу технологічних процесів виробництва високоресурсних трубопровідних систем у машинобудуванні                                                        | Сухов Віталій Вікторович              | заступник директора Українського науково-дослідного Інституту авіаційної технології                                                                 |
| За розроблення та впровадження комплексу технологічних процесів виробництва високоресурсних трубопровідних систем у машинобудуванні                                                        | Приваліхін В'ячеслав Олексійович      | начальник дослідно-конструкторського бюро Авіаційного науково-технічного комплексу імені О. К. Антонова                                             |
| За розроблення та впровадження комплексу технологічних процесів виробництва високоресурсних трубопровідних систем у машинобудуванні                                                        | Мільченко Євген Іванович              | кандидат технічних наук, заступник головного технолога Авіаційного науково-технічного комплексу імені О. К. Антонова                                |
| За розроблення та впровадження комплексу технологічних процесів виробництва високоресурсних трубопровідних систем у машинобудуванні                                                        | Король Володимир Миколайович          | головний інженер Авіаційного науково-технічного комплексу імені О. К. Антонова                                                                      |
| За розроблення та впровадження комплексу технологічних процесів виробництва високоресурсних трубопровідних систем у машинобудуванні                                                        | Бичков Сергій Андрійович              | доктор технічних наук, заступник головного Інженера Авіаційного науково-технічного комплексу імені О. К. Антонова                                   |
| За цикл праць «Початкові та зворотні форми порушень мозкового кровообігу. Розробка і впровадження у практику нових методів профілактики, діагностики, лікування та реабілітації в Україні» | Точиловський Анатолій Семенович       | доктор медичних наук, асистент кафедри Харківського Інституту удосконалення лікарів                                                                 |
| За цикл праць «Початкові та зворотні форми порушень мозкового кровообігу. Розробка і впровадження у практику нових методів профілактики, діагностики, лікування та реабілітації в Україні» | Сергієнко Микола Григорович           | доктор медичних наук, проректор Харківського медичного Інституту                                                                                    |
| За цикл праць «Початкові та зворотні форми порушень мозкового кровообігу. Розробка і впровадження у практику нових методів профілактики, діагностики, лікування та реабілітації в Україні» | Волошин Петро Власович                | доктор медичних наук, директор Українського науково-дослідного Інституту клінічної та експериментальної неврології і психіатрії                     |
| За цикл праць «Початкові та зворотні форми порушень мозкового кровообігу. Розробка і впровадження у практику нових методів профілактики, діагностики, лікування та реабілітації в Україні» | Самосюк Іван Захарович                | доктор медичних наук, завідувач кафедри Київського Інституту удосконалення лікарів                                                                  |
| За цикл праць «Початкові та зворотні форми порушень мозкового кровообігу. Розробка і впровадження у практику нових методів профілактики, діагностики, лікування та реабілітації в Україні» | Руденко Анатолій Юхимович             | доктор медичних наук, завідувач кафедри Київського Інституту удосконалення лікарів                                                                  |
| За цикл праць «Початкові та зворотні форми порушень мозкового кровообігу. Розробка і впровадження у практику нових методів профілактики, діагностики, лікування та реабілітації в Україні» | Мачерет Євгенія Леонідівна            | доктор медичних наук, завідувачці кафедри Київського Інституту удосконалення лікарів                                                                |
| За цикл праць «Початкові та зворотні форми порушень мозкового кровообігу. Розробка і впровадження у практику нових методів профілактики, діагностики, лікування та реабілітації в Україні» | Зозуля Іван Савович                   | доктор медичних наук, проректор Київського Інституту удосконалення лікарів                                                                          |
| За цикл праць «Початкові та зворотні форми порушень мозкового кровообігу. Розробка і впровадження у практику нових методів профілактики, діагностики, лікування та реабілітації в Україні» | Дубенко Євген Григорович              | доктор медичних наук, завідувач кафедри Харківського медичного Інституту                                                                            |
| За розроблення методів та виведення української червоно-рябої молочної породи | Борзов Владислав Васильович           | кандидат сільськогосподарських наук, колишній старший науковий співробітник Інституту тваринництва Української академії аграрних наук               |
| За розроблення методів та виведення української червоно-рябої молочної породи | Рубан Сергій Юрійович                 | кандидат сільськогосподарських наук, старший науковий співробітник Інституту тваринництва Української академії аграрних наук                        |
| За розроблення методів та виведення української червоно-рябої молочної породи | Хаврук Олександр Федорович            | кандидат біологічних наук, завідувач лабораторії Інституту розведення і генетики тварин Української академії аграрних наук                          |
| За розроблення методів та виведення української червоно-рябої молочної породи | Кругляк Андрій Петрович               | кандидат біологічних наук, завідувач лабораторії Інституту розведення і генетики тварин Української академії аграрних наук                          |
| За розроблення методів та виведення української червоно-рябої молочної породи | Карасик Юрій Михайлович               | Міністр сільського господарства і продовольства України                                                                                             |
| За розроблення методів та виведення української червоно-рябої молочної породи | Буткат Валерій Петрович               | член-кореспондент Української академії аграрних наук, генеральний директор Національного об'єднання по племінній справі у тваринництві              |
| За розроблення методів та виведення української червоно-рябої молочної породи | Омельяненко Андрій Оксентійович       | академік Української академії аграрних наук, директор Інституту тваринництва Української академії аграрних наук                                     |
| За розроблення методів та виведення української червоно-рябої молочної породи | Зубець Михайло Васильович             | академік Української академії аграрних наук, віце-президент Української академії аграрних наук                                                      |
| За цикл праць «Україна і Схід» /І981 — 1992/ | Пріцак Омелян Йосипович               | Іноземний член Академії наук України, директор Інституту сходознавства імені А. Ю. Кримського АН України                                            |
| За цикл монографій «Географічні основи регіонального природокористування в Україні» | Швебс Генріх Іванович                 | доктор географічних наук, завідувач кафедри Одеського державного університету імені І. І. Мечникова                                                 |
| За цикл монографій «Географічні основи регіонального природокористування в Україні» | Щербань Михайло Ілліч                 | доктор географічних наук, професор Київського університету Імені Тараса Шевченка                                                                    |
| За цикл монографій «Географічні основи регіонального природокористування в Україні» | Шищенко Петро Григорович              | член-кореспондент Академії педагогічних наук України, завідувач кафедри Київського університету Імені Тараса Шевченка                               |
| За цикл монографій «Географічні основи регіонального природокористування в Україні» | Пархоменко Галина Орестівна           | кандидат географічних наук, провідний науковий співробітник Інституту географії АН України                                                          |
| За цикл монографій «Географічні основи регіонального природокористування в Україні» | Горленко Інга Олександрівна           | доктор географічних наук, завідувачка відділу Інституту географії АН України                                                                        |
| За цикл монографій «Географічні основи регіонального природокористування в Україні» | Руденко Леонід Григорович             | член-кореспондент Академії наук України, директор Інституту географії АН України                                                                    |
| За цикл монографій «Географічні основи регіонального природокористування в Україні» | Маринич Олександр Мефодійович         | член-кореспондент Академії наук України, радник дирекції Інституту географії АН України                                                             |
| За цикл монографій «Географічні основи регіонального природокористування в Україні» | Паламарчук Максим Мартинович          | академік Академії наук України, радник дирекції Інституту географії АН України                                                                      |
| За працю «Фізико-хімічні механізми мінливості мембранної системи хлоропластів у зв'язку з регуляцією процесу фотосинтезу»                                                                  | Мануїльська Світлана Володимирівна    | кандидат біологічних наук, колишній старший науковий співробітник Інституту фізіології рослин і генетики АН України                                 |
| За працю «Фізико-хімічні механізми мінливості мембранної системи хлоропластів у зв'язку з регуляцією процесу фотосинтезу»                                                                  | Воловик Ольга Гнатівна                | кандидат біологічних наук, старший науковий співробітник Інституту фізіології рослин і генетики АН України                                          |
| За працю «Фізико-хімічні механізми мінливості мембранної системи хлоропластів у зв'язку з регуляцією процесу фотосинтезу»                                                                  | Кочубей Світлана Михайлівна           | доктор біологічних наук, завідувачці відділу Інституту фізіології рослин і генетики АН України                                                      |
| За цикл праць «Проміжні частки та комплекси в органічних реакціях: роль, будова, реакційна здатність»                                                                                      | Литвиненко Леонід Михайлович          | академік Академії наук України /посмертно/ |
| За цикл праць «Проміжні частки та комплекси в органічних реакціях: роль, будова, реакційна здатність»                                                                                      | Кучер Роман Володимирович             | академік Академії наук України /посмертно/ |
| За цикл праць «Проміжні частки та комплекси в органічних реакціях: роль, будова, реакційна здатність»                                                                                      | Сергучов Юрій Олексійович             | доктор хімічних наук, завідувач лабораторії Інституту органічної хімії АН України                                                                   |
| За цикл праць «Проміжні частки та комплекси в органічних реакціях: роль, будова, реакційна здатність»                                                                                      | Станинець Василь Іванович             | доктор хімічних наук, завідувач відділу Інституту органічної хімії АН України                                                                       |
| За цикл праць «Проміжні частки та комплекси в органічних реакціях: роль, будова, реакційна здатність»                                                                                      | Опейда Йосип Олексійович              | доктор хімічних наук, заступник директора Інституту фізико-органічної хімії та вуглехімії імені Л. М. Литвиненка АН України                         |
| За цикл праць «Проміжні частки та комплекси в органічних реакціях: роль, будова, реакційна здатність»                                                                                      | Попов Анатолій Федорович              | член-кореспондент Академії наук України, директор Інституту фізико-органічної хімії та вуглехімії Імені Л. М. Литвиненка АН України                 |
| За цикл праць «Проміжні частки та комплекси в органічних реакціях: роль, будова, реакційна здатність»                                                                                      | Кошечко В'ячеслав Григорович          | член-кореспондент Академії наук України, завідувач лабораторії Інституту Фізичної хімії імені Л. В. Писаржевського АН України                       |
| За цикл праць «Проміжні частки та комплекси в органічних реакціях: роль, будова, реакційна здатність»                                                                                      | Походенко Віталій Дмитрович           | академік Академії наук України, директор Інституту фізичної хімії Імені Л. В. Писаржевського АН України                                             |
| За цикл праць «Фазові та структурні перетворення у твердих розчинах з мікро- і субмікронеоднорідним розподілом елементів та їх використання для одержання нових металічних матеріалів»     | Якушечкін Євген Іванович              | начальник сектора Українського науково-дослідного Інституту конструкційних матеріалів «Прометей»                                                    |
| За цикл праць «Фазові та структурні перетворення у твердих розчинах з мікро- і субмікронеоднорідним розподілом елементів та їх використання для одержання нових металічних матеріалів»     | Сльозов Віталій Валентинович          | доктор фізико-математичних наук, начальник лабораторії Національного наукового центру «Харківський фізико-технічний інститут»                       |
| За цикл праць «Фазові та структурні перетворення у твердих розчинах з мікро- і субмікронеоднорідним розподілом елементів та їх використання для одержання нових металічних матеріалів»     | Тельович Роман Володимирович          | кандидат фізико-математичних наук, завідувач лабораторії Інституту металофізики АН України                                                          |
| За цикл праць «Фазові та структурні перетворення у твердих розчинах з мікро- і субмікронеоднорідним розподілом елементів та їх використання для одержання нових металічних матеріалів»     | Кокорін Володимир Володимирович       | доктор фізико-математичних наук, завідувач відділу Інституту металофізики АН України                                                                |
| За цикл праць «Фазові та структурні перетворення у твердих розчинах з мікро- і субмікронеоднорідним розподілом елементів та їх використання для одержання нових металічних матеріалів»     | Гаврилюк Валентин Геннадійович        | доктор технічних наук, завідувач відділу Інституту металофізики АН України                                                                          |
| За цикл праць «Фазові та структурні перетворення у твердих розчинах з мікро- і субмікронеоднорідним розподілом елементів та їх використання для одержання нових металічних матеріалів»     | Івасишин Орест Михайлович             | доктор технічних наук, заступник директора Інституту металофізики АН України                                                                        |
| За цикл праць «Математичні методи і програмні засоби для розпаралелювання та розв'язання задач на розподілених багатопроцесорних ЕОМ»                                                      | Клименко Віталій Петрович             | доктор фізико-математичних наук, заступник директора Інституту проблем математичних машин і систем АН України                                       |
| За цикл праць «Математичні методи і програмні засоби для розпаралелювання та розв'язання задач на розподілених багатопроцесорних ЕОМ»                                                      | Трубін Володимир Олексійович          | доктор фізико-математичних наук, завідувач відділу Інституту кібернетики Імені В. М. Глушкова АН України                                            |
| За цикл праць «Математичні методи і програмні засоби для розпаралелювання та розв'язання задач на розподілених багатопроцесорних ЕОМ»                                                      | Молчанов Ігор Миколайович             | доктор фізико-математичних наук, завідувач відділу Інституту кібернетики Імені В. М. Глушкова АН України                                            |
| За цикл праць «Математичні методи і програмні засоби для розпаралелювання та розв'язання задач на розподілених багатопроцесорних ЕОМ»                                                      | Капітонова Юлія Володимирівна         | доктор фізико-математичних наук, завідувачці відділу Інституту кібернетики Імені В. М. Глушкова АН України                                          |
| За цикл праць «Математичні методи і програмні засоби для розпаралелювання та розв'язання задач на розподілених багатопроцесорних ЕОМ»                                                      | Шор Наум Зуселевич                    | член-кореспондент Академії наук України, завідувач відділу Інституту кібернетики Імені В. М. Глушкова АН України                                    |
| За цикл праць «Математичні методи і програмні засоби для розпаралелювання та розв'язання задач на розподілених багатопроцесорних ЕОМ»                                                      | Летичевський Олександр Адольфович     | член-кореспондент Академії наук України, завідувач відділу Інституту кібернетики імені В. М. Глушкова АН України                                    |
| За цикл праць «Математичні методи і програмні засоби для розпаралелювання та розв'язання задач на розподілених багатопроцесорних ЕОМ»                                                      | Сергієнко Іван Васильович             | академік Академії наук України, заступник директора Інституту кібернетики Імені В. М. Глушкова АН України                                           |
| За цикл праць «Математичні методи і програмні засоби для розпаралелювання та розв'язання задач на розподілених багатопроцесорних ЕОМ»                                                      | Михалєвич Володимир Сергійович        | академік Академії наук України та Російської академії наук, директор Інституту кібернетики імені В. М. Глушкова АН України                          |
| За монографію у п'яти томах «Механика связанных полей в злементах конструкций» /К.: Наукова думка, 1967—1989/                                                                              | Козлов Володимир Ілліч                | кандидат фізико-математичних наук, старший науковий співробітник Інституту механіки АН України                                                      |
| За монографію у п'яти томах «Механика связанных полей в злементах конструкций» /К.: Наукова думка, 1967—1989/                                                                              | Савченко Віталій Григорович           | доктор технічних наук, завідувач лабораторії Інституту механіки АН України                                                                          |
| За монографію у п'яти томах «Механика связанных полей в злементах конструкций» /К.: Наукова думка, 1967—1989/                                                                              | Мотовиловець Іван Опанасович          | доктор технічних наук, головний науковий співробітник Інституту механіки АН України                                                                 |
| За монографію у п'яти томах «Механика связанных полей в злементах конструкций» /К.: Наукова думка, 1967—1989/                                                                              | Махорт Пилип Григорович               | доктор фізико-математичних наук, завідувач лабораторії Інституту механіки АН України                                                                |
| За монографію у п'яти томах «Механика связанных полей в злементах конструкций» /К.: Наукова думка, 1967—1989/                                                                              | Киричко Іван Федорович                | доктор фізико-математичних наук, провідний науковий співробітник Інституту механіки АН України                                                      |
| За монографію у п'яти томах «Механика связанных полей в злементах конструкций» /К.: Наукова думка, 1967—1989/                                                                              | Шевченко Юрій Миколайович             | член-кореспондент Академії наук України, завідувач відділу Інституту механіки АН України                                                            |